# Abarakku
Abarakku lub masennu (mašennu) - jedna z ważniejszych godności urzędniczych w starożytnej Asyrii i Babilonii, oznaczająca osobę zarządzającą prywatnym lub królewskim domem, gospodarstwem, posiadłością, rezydencją czy pałacem.
W tekstach asyryjskich i babilońskich tytuł ten zapisywany był zazwyczaj po sumeryjsku (lú)agrig(IGI+DUB), co tłumaczyć można na język akadyjski zarówno jako abarakku, jak i masennu (mašennu). Oba te akadyjskie słowa miały najprawdopodobniej to samo lub bardzo podobne znaczenie, przy czym - jak się wydaje - tytuł abarakku nosili urzędnicy w Asyrii, a tytuł masennu ich odpowiednicy w Babilonii. Głównym obowiązkiem abarakku/masennu było zarządzanie: w zależności od sytuacji i zajmowanej pozycji mógł on zarządzać np. domem, gospodarstwem domowym, posiadłością, a nawet królewskim dworem czy pałacem. Z pełnioną przez niego funkcją musiała się wiązać kontrola nad finansami i skarbcem, stąd też tytuł abarakku/masennu tłumaczony jest też czasem jako „skarbnik”.
W Asyrii najważniejszą osobą pełniącą ten urząd był królewski abarakku/masennu, zwany „wielkim abarakku/masennu” (abarakku/masennu rabû). Był to jeden z najbardziej wpływowych urzędników z najbliższego otoczenia króla. Poza swoimi nominalnymi obowiązkami sprawował on również szereg ważnych funkcji administracyjnych w imperium oraz zarządzał jedną z granicznych prowincji o ważnym znaczeniu strategicznym (prowincja zarządcy królewskiego). Królewscy abarakku/masennu pojawiają się regularnie jako eponimowie w Asyryjskiej liście eponimów, gdzie wymieniani są zazwyczaj zaraz po królu, naczelnym dowódcy wojsk (turtānu), heroldzie pałacowym (nāgir ekalli) i wielkim podczaszym (rab šāqē). 
Znani z imienia królewscy abarakku/masennu:
- Jahalu – abarakku/masennu króla Salmanasara III (858-824 p.n.e.), w 833 r. p.n.e. pełnił urząd eponima[11][12][13];
- Aszur-taklak – abarakku/masennu króla Adad-nirari III (810-783 p.n.e.), w 805 r. p.n.e. pełnił urząd eponima[11][12][13];
- Nabu-iszdeja-ka''in – abarakku/masennu króla Salmanasara IV (782-773 p.n.e.), w 777 r. p.n.e. pełnił urząd eponima[11][12][13];
- Szamasz-kenu-dugul – abarakku/masennu króla Aszur-nirari V (754-745 p.n.e.), w 749 r. p.n.e. pełnił urząd eponima[11][12][13];
- Sin-taklak – abarakku/masennu króla Tiglat-Pilesera III (744-727 p.n.e.), w 739 r. p.n.e. pełnił urząd eponima[11][12][13];
- Tab-szar-Aszur – abarakku/masennu króla Sargona II (722-705 p.n.e.), w 717 r. p.n.e. pełnił urząd eponima[12][13];
- Nabu-ahhe-iddina - abarakku/masennu rabû króla Asarhaddona (681-669 p.n.e.), w 675 r. p.n.e. pełnił urząd eponima[12][13];
- Arbailaju - abarakku/masennu rabû króla Aszurbanipala (669-627? p.n.e.), w 661 r. p.n.e. pełnił urząd eponima[13];
- Aszur-gimilli-tere - abarakku/masennu rabû króla Aszurbanipala (669-627? p.n.e.), pełnił urząd eponima po 648 r. p.n.e. (dokładna data nieznana)[13]

Na dworze królewskim swoich abarakku/masennu mogli mieć również inni członkowie rodziny królewskiej – wiadomo na przykład, iż istniał też urząd „abarakku/masennu królowej matki” (lúagrig ša ama.lugal) oraz urząd „abarakku/masennu następcy tronu” (lúagrig ša mār šarri). Własnych abarakku/masennu mogły mieć też świątynie, a nawet miasta: w jednym z tekstów wspominany jest na przykład „abarakku/masennu świątyni boga Aszura” (LÚ.IGI+DUB É Aššur), a w innym „abarakku/masennu miasta Harran” (IGI+DUB URU Ḫarrān).
Po upadku Asyrii tytuł mašennu używany był wciąż w Babilonii, na dworze królów nowobabilońskich (626–539 p.n.e.), gdzie oznaczał najwyższego rangą zarządcę królewskiego. Do obowiązków tego dostojnika należało zarządzanie ziemią królewską, dbanie o irygację oraz zaopatrywanie dworu królewskiego w żywność. Wszystkimi działaniami kierował on ze swego centrum administracyjnego, zwanego „domem mašennu” (bīt mašenni). O roli odgrywanej przez mašennu na dworze nowobabilońskim świadczyć może jedna z inskrypcji Nabuchodonozora II (604–562 p.n.e.) w której wymieniany jest on jako pierwszy w grupie sześciu najważniejszych urzędników królewskich. Poza nim w grupie tej znaleźli się również: „naczelny piekarz” (rab nuḫatimmī), „główny skarbnik” (rab kāṣirī), „intendent pałacu” (ša pān ekalli), „majordomus” (rab bīti) i „dowódca gwardii królewskiej” (bēl ṭābīḫī).